# Chrysler PT Cruiser
Chrysler PT Cruiser var en lille mellemklassebil fra Chrysler, fremstillet mellem midten af 2000 og sommeren 2010.

## Beskrivelse
Forkortelsen PT står for "Personal Transportation". Modellen blev designet af Bryan Nesbitt som en moderne fortolkning af Chrysler Airflow med komponenter fra Dodge Neon, men blev bygget på sin egen platform (PT). Bilen var forhjulstrukket og godkendt til fem personer inklusive føreren. PT Cruiser blev præsenteret på Detroit Motor Show 1999.
Fra starten skulle modellen have heddet Plymouth PT Cruiser, men blev lanceret under Chrysler-mærket i juni 2000 da man havde planlagt at afskaffe varemærket Plymouth. I foråret 2004 tilkom den firepersoners PT Cruiser Cabriolet med stofkaleche.
Det første år fandtes modellen kun med en 2,0-liters benzinmotor med 141 hk, men i 2001 fulgte en mindre motor på 1,6 liter med 115 hk og i 2002 en turbodieselmotor på 2,2 liter med 121 hk leveret af Mercedes-Benz. I 2004 blev 2,0-motoren afløst af en større motor på 2,4 liter med en smule højere effekt.
PT Cruiser kom i 2001 på top 10 på Car-and-Driver's liste over de bedste biler, og vandt samme år prisen North American Car of the Year.
I Euro NCAP's kollisionstest opnåede PT Cruiser 3 ud af 5 stjerner for passagersikkerhed og 1 ud af 5 stjerner for fodgængersikkerhed.
Bilen blev bygget på en fabrik i Toluca, Mexico. Typebetegnelsen er forskellig afhængig af karrosseiform og den side, hvor rattet er monteret. Typebetegnelsen for den lukkede model er med venstrestyring FY, og med højrestyring FZ. For cabrioletversionen er typebetegnelsen med venstrestyring JY, og med højrestyring JZ.
- Bagfra
- Chrysler PT Cruiser Cabriolet (2004–2006)

## Facelift
I foråret 2006 gennemgik PT Cruiser et facelift, hvor fronten blev modificeret med nye forlygter og kabinen med nye farver og materialer. Samtidig blev dieselmotorens effekt øget til 150 hk, og turbobenzinmotoren udgik.
I starten af 2008 blev cabrioletversionen taget ud af produktion.
Det sidste eksemplar af den lukkede model og PT Cruiser i det hele taget forlod fabrikken i Mexico den 9. juli 2010. En efterfølger er ikke planlagt.
- Chrysler PT Cruiser (2006–2010)
- Bagfra

## Tekniske data
|                                                | 1.6                 | 2.0                             | 2.4                              | 2.4 Turbo                 | 2.2 CRD                   | 2.2 CRD                   |
| Byggeår                                        | 2001–2010           | 2000–2004                       | 2004–2009                        | 2003–2006                 | 2002–2006                 | 2006–2010                 |
| Motordata                                      |                     |                                 |                                  |                           |                           |                           |
| Motortype                                      | R4-benzinmotor      | R4-benzinmotor                  | R4-benzinmotor                   | R4-benzinmotor            | R4-dieselmotor            | R4-dieselmotor            |
| Antal ventiler pr. cylinder                    | 4                   | 4                               | 4                                | 4                         | 4                         | 4                         |
| Ventilstyring                                  | OHC, kæde           | DOHC, tandrem                   | DOHC, tandrem                    | DOHC, tandrem             | DOHC, kæde                | DOHC, kæde                |
| Fødesystem                                     | Multipoint          | Multipoint                      | Multipoint                       | Multipoint                | Commonrail                | Commonrail                |
| Trykladning                                    | –                   | –                               | –                                | Turbolader, ladeluftkøler | Turbolader, ladeluftkøler | Turbolader, ladeluftkøler |
| Køling                                         | Vandkøling          | Vandkøling                      | Vandkøling                       | Vandkøling                | Vandkøling                | Vandkøling                |
| Boring × slaglængde                            | 77,0 × 85,8 mm      | 87,5 × 83,0 mm                  | 87,5 × 101,0 mm                  | 87,5 × 101,0 mm           | 88,0 × 88,3 mm            | 88,0 × 88,3 mm            |
| Slagvolume                                     | 1598 cm³            | 1996 cm³                        | 2429 cm³                         | 2429 cm³                  | 2148 cm³                  | 2148 cm³                  |
| Kompressionsforhold                            | 10,5:1              | 9,4:1                           | 9,4:1                            | 8,1:1                     | 18,0:1                    | 18,0:1                    |
| Maks. effekt ved omdr./min.                    | 85 kW (115 hk) 5600 | 104 kW (141 hk) 5700            | 105 kW (143 hk) 5200             | 164 kW (223 hk) 5100      | 89 kW (121 hk) 4200       | 110 kW (150 hk) 4000      |
| Maks. drejningsmoment ved omdr./min.           | 157 Nm 4550         | 188 Nm 4150                     | 214 Nm 4000                      | 332 Nm 2400               | 300 Nm 1600               | 300 Nm 1600               |
| Kraftoverførsel                                |                     |                                 |                                  |                           |                           |                           |
| Drivende hjul                                  | Forhjul             | Forhjul                         | Forhjul                          | Forhjul                   | Forhjul                   | Forhjul                   |
| Gearkasse (standardudstyr)                     | 5-trins manuel      | 5-trins manuel                  | 5-trins manuel                   | 5-trins manuel            | 5-trins manuel            | 5-trins manuel            |
| Gearkasse (ekstraudstyr)                       | –                   | 4-trins automatisk              | 4-trins automatisk               | –                         | –                         | –                         |
| Præstationer (PT Cruiser)1                     |                     |                                 |                                  |                           |                           |                           |
| Topfart                                        | 176 km/t            | 190 km/t (166 km/t)             | 195 km/t (171 km/t)              | 200 km/t                  | 183 km/t                  | 183 km/t                  |
| Acceleration 0-100 km/t                        | 13,5 sek.           | 9,7 sek. (12,5 sek.)            | 10,3 sek. (12,2 sek.)            | 7,5 sek.                  | 12,1 sek.                 | 10,8 sek.                 |
| Brændstofforbrug pr. 100 km ved blandet kørsel | 8,0 liter Blyfri 91 | 8,7 liter (9,8 liter) Blyfri 91 | 9,7 liter (10,5 liter) Blyfri 91 | 9,8 liter Blyfri 91       | 6,9 liter Diesel          | 6,7 liter Diesel          |
| Præstationer (PT Cruiser Cabriolet)1           |                     |                                 |                                  |                           |                           |                           |
| Topfart                                        | –                   | –                               | 195 km/t (171 km/t)              | 200 km/t                  | –                         | –                         |
| Acceleration 0-100 km/t                        | –                   | –                               | 10,3 sek. (12,2 sek.)            | 7,6 sek.                  | –                         | –                         |
| Brændstofforbrug pr. 100 km ved blandet kørsel | –                   | –                               | 9,7 liter (10,8 liter) Blyfri 91 | 9,9 liter Blyfri 91       | –                         | –                         |